# Лысенко, Николай Владимирович
Николай Владимирович Лысенко (27 апреля 1905, село Плещеево, Харьковская губерния — 28 декабря 1989, Москва)  — советский военачальник, полковник (1939), генерал-майор (3 августа 1953), участник Великой Отечественной войны.

## Биография
17 ноября 1927 года вступил в ряды Рабоче-крестьянской Красной армии и служил в 3-м отдельном радиотелеграфном батальоне Украинского военного округа в Днепропетровске. В 1932 году окончил Ленинградскую военную школу радиосвязи. В декабре 1933 года служил в 11-м отдельном радиобатальоне Особой Краснознамённой Дальневосточной армии.
В 1940 году окончил Военную академию РККА им. М. В. Фрунзе и служил в оперативном отделе в штабе 13-й армии Северо-Западного фронта.
В августа 1940 года был назначен начальником оперативного отделения штаба 142-й стрелковой дивизии Ленинградского военного округа. В августе 1941 года, во время Великой Отечественной войны, Лысенко был назначен на должность начальника разведывательного отдела штаба 42-й армии, а в июне 1942 занимал должность заместителя начальника штаба той же 42-й армии.
6 октября 1942 был он был назначен начальником штаба 70-й стрелковой дивизии, которая в октябре стала 45-й гвардейской стрелковой дивизией. Вместе с этой дивизией в составе 67-й армии Лысенко принимал участие в операции «Искра», целью которой был прорыв блокады Ленинграда.
В апреле 1943 года он был назначен так же начальником штаба 90-й стрелковой дивизии. Будучи командиром батальона 942-го стрелкового полка 268-й стрелковой дивизии принимал участие в Мгинской наступательной операции. С августа исполнял должность начальника штаба 942-го стрелкового полка.
В декабре 1943 был назначен начальником штаба 128-й стрелковой дивизии и в январе, в составе 42-й армии, принимал участие в Ленинградско-Новгородской операции. В июле 1944 года дивизия участвовала в Псковско-Островской операции, в результате. В результате этих действий Псков был освобождён. За участие в освобождении города, 9 августа 1944, дивизия стала носить название «Псковская», а Лысенко был награжден орденом Красного Знамени.
В состав 67-й армии 3-го Прибалтийского фронта в июля дивизия принимала участие в Тартуской операции, затем в составе 2-й ударной армии участвовала в Прибалтийской и Рижской наступательных операциях, а находясь в распоряжении 21-й армии, участвовала в Висло-Одерской, Сандомирско-Силезской и Нижне-Силезской наступательных операциях.
В марте 1945 года Лысенко командовал 282-й стрелковой Тартуской дивизией и участвовал с ней в Верхне-Силезской и Пражской наступательных операциях.
27 август 1949 года был назначен командиром 8-й гвардейской дивизии, а в сентябре 1952 года стал командиром 20-й пулеметно-артиллерийской дивизии Дальневосточного военного округа.
После войны в сентября 1953 года, уже в звании генерал-майора, он был назначен командиром 342-й стрелковой дивизии.
11 декабря 1956 года был уволен в запас. Проживал в Москве.
Умер 28 декабря 1989 года в Москве. Похоронен на Востряковском кладбище в Москве.

## Награды
- Два Ордена Ленина (?; 03.11.1953);
- Четыре Ордена Красного Знамени (27.07.1944; 11.04.1945; 24.06.1948; 30.12.1956);
- Два Ордена Отечественной войны I степени (17.02.1944; 06.04.1985[3]);
- Орден Красной Звезды (03.11.1944);
- Медаль «За оборону Ленинграда» (30.06.1943[4]);
- Медаль «За взятие Кёнигсберга»;
- Медаль «За победу над Германией в Великой Отечественной войне 1941—1945 гг.»;
- Медаль «Ветеран Вооружённых Сил СССР»;
- Медаль «XX лет Рабоче-Крестьянской Красной Армии»;
- Знак «50 лет пребывания в КПСС».